# Steve Gainer
Steve Gainer (ur. 25 października 1962 w Alexandrii) – amerykański operator filmowy, członek stowarzyszenia American Society of Cinematographers (ASC).
W przemyśle filmowym aktywnie obecny od roku 1994, jest autorem zdjęć do następujących filmów: Punisher: Strefa wojny (2008), Apetyt na seks (2004), Zły dotyk (2004), Rockersi z South Central (2005), Zaraz wracam (2008), Lonely Place (2004), Black Cloud (2004). Praca przy dwóch ostatnich projektach przyniosła mu wyróżnienie podczas Boston International Film Festival i nagrodę specjalną jury na Phoenix Film Festival.
Żonaty z Karen od 22 stycznia 2000, ma z nią dwoje dzieci.